# Michel Bastos
Michel Fernandes Bastos (Pelotas, 2 de agosto de 1983) é um ex-futebolista brasileiro que atuava como meio-campista ou lateral-esquerdo.

## Carreira

### Pelotas
Michel Bastos começou nas categorias de base do Pelotas, onde se profissionalizou. Após jogar o Campeonato Brasileiro - Série C de 2001, a Copa Sul Minas e o Campeonato Gaúcho, em 2002 foi vendido para o Feyenoord, da Holanda.

### Futebol holandês e retorno ao Brasil
Emprestado ao Excelsior para a temporada 2002–03, foi titular e atuou em 32 jogos pelo clube, mas não conseguiu evitar o rebaixamento na Eredivisie. Depois da rápida passagem pela Holanda, Michel Bastos foi contratado pelo Atlético Paranaense em julho de 2003 e atuou em 10 partidas no Campeonato Brasileiro.
Emprestado ao Grêmio em janeiro de 2004, teve um bom início na equipe gaúcha, ficando conhecido por seus chutes potentes. No entanto, depois de problemas extracampo, não teve o seu contrato renovado em dezembro.
Em 2005 foi emprestado ao Figueirense, onde fez uma excelente temporada e figurou na seleção dos melhores do Campeonato Brasileiro.

### Futebol francês

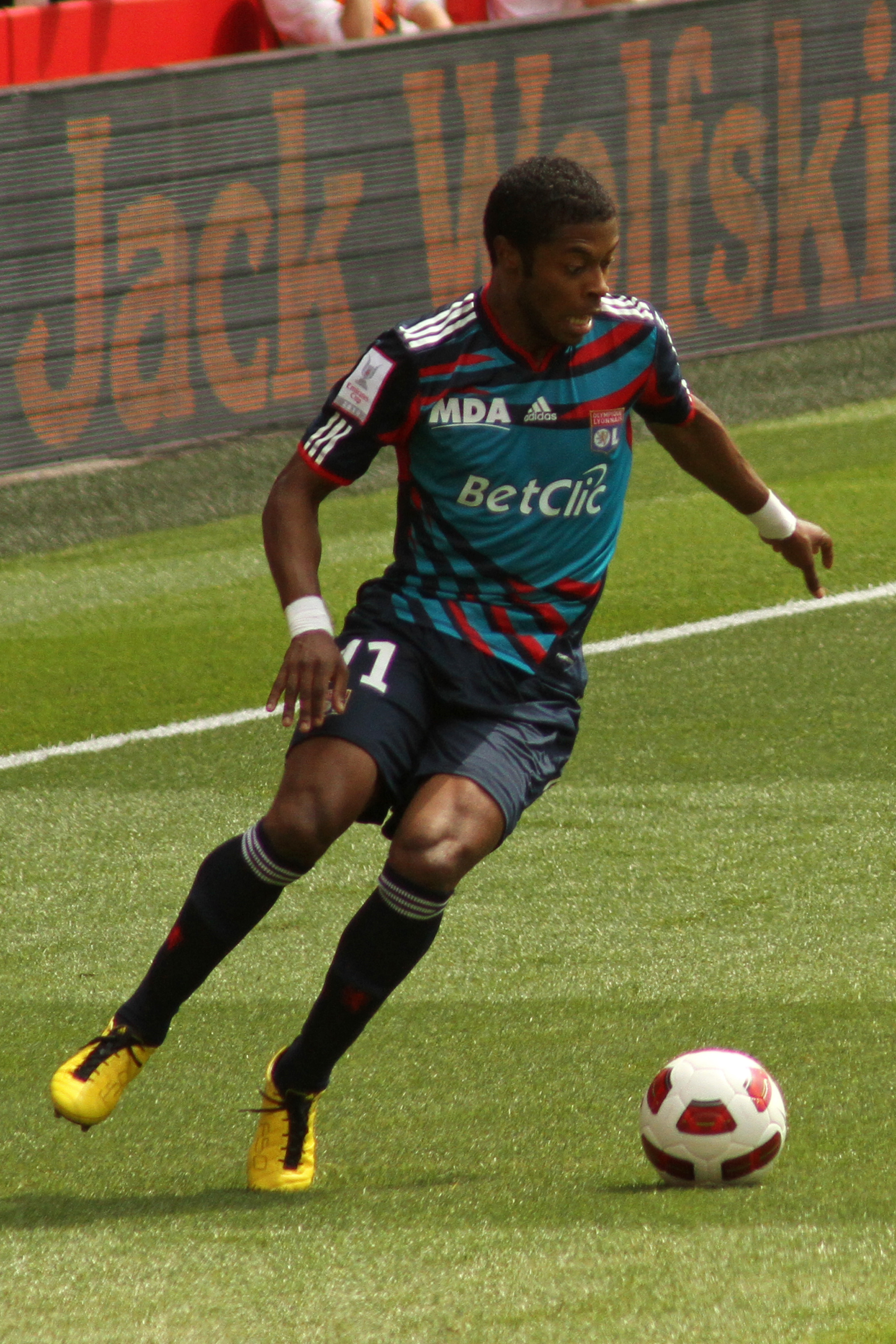
Michel Bastos atuando pelo Lyon em 2010

Terminado o empréstimo ao Figueira, retornou ao Atlético Paranaense e foi vendido ao Lille em meados de 2006.
Em 2009 assinou contrato com o Lyon, onde permaneceu por três anos e viveu o melhor momento da sua carreira, chegando a ser convocado por Dunga para a Seleção Brasileira.

### Schalke 04
Foi anunciado como novo reforço do Schalke 04, da Alemanha, no dia 29 janeiro de 2013.

### Al Ain e Roma
No dia 19 de janeiro de 2014, foi acertado o empréstimo de Michel, do Al Ain para a Roma por um ano. Durante a apresentação à torcida, no dia 21 de janeiro, o brasileiro envolveu-se em uma confusão ao erguer um cachecol com os dizeres "Lazio merda". A Lazio, que é a maior rival da Roma, possui torcedores conhecidos pela xenofobia e pelo racismo.

### São Paulo
No dia 13 de agosto de 2014, viajou para o Brasil para acertar negociação com o São Paulo, noticiado durante a madrugada pelo site do Globo Esporte.
No dia 13 de abril de 2016, completou 100 jogos com a camisa do Tricolor num jogo contra o River Plate, válido pela Copa Libertadores da América.
Já no dia 1 de novembro, após vários acontecimentos, como a invasão da torcedores ao CT do São Paulo, a relação de Bastos com o clube foi se deteriorando, o que culminou com a declaração do presidente do Tricolor, Leco, de que a intenção era utilizar o atleta, em 2017, como "moeda de troca".

### Palmeiras
No dia 31 de dezembro de 2016, após rescindir com o São Paulo, acertou com o Palmeiras, assinando por duas temporadas. Marcou seu primeiro gol pelo Palmeiras em 19 de fevereiro de 2017, na goleada por 4 a 0 sobre o Linense, pelo Campeonato Paulista.

### Sport
Em 27 de abril de 2018, acertou por empréstimo com o Sport. Seu primeiro gol pelo Leão foi marcado no dia 30 de maio, na vitória de 3 a 2 sobre o Atlético Mineiro pelo Brasileirão.
Tendo alternado entre boas e más atuações, não conseguiu evitar o rebaixamento da equipe para a Série B. Ao final do ano, não teve o seu contrato renovado pelo Palmeiras e nem foi procurado pelo Sport.

### América-MG
No dia 22 de maio de 2019, assinou com o América Mineiro para a Série B de 2019. Entretanto, após apenas três meses e apenas um jogo disputado pelo clube, rescindiu seu contrato de maneira amigável.

### Aposentadoria
Aos 36 anos e sem clube após deixar o América-MG, anunciou oficialmente sua aposentadoria dos gramados no dia 7 de outubro de 2019.

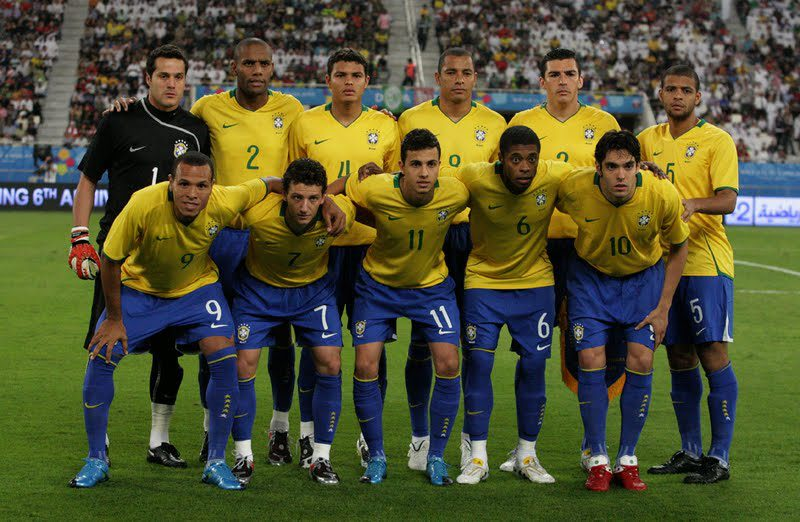
Michel Bastos (número 6) pela Seleção Brasileira em 2010

## Seleção Nacional
Estreou pela Seleção Brasileira no dia 14 de novembro de 2009, num amistoso contra a Inglaterra realizado no Estádio Internacional Khalifa, no Catar. O Brasil venceu por 1 a 0, com boa atuação de Michel Bastos e gol de Nilmar.
Embora atuasse como meia no Lyon, foi convocado como lateral-esquerdo por Dunga e assumiu a titularidade na Copa do Mundo FIFA de 2010, na África do Sul.
Após a eliminação do Brasil na Copa, não voltou a ser chamado. No total, disputou 10 partidas com a camisa da Seleção Brasileira e marcou um gol.

## Títulos
Lyon
- Copa da França: 2011–12
- Supercopa da França: 2012

Palmeiras
- Campeonato Brasileiro: 2018

### Prêmios individuais
- Seleção do Campeonato Brasileiro: 2005 - Troféu de Prata como lateral-esquerdo
- Líder de Assistências da Ligue 1: 2008–09 e 2010–11
- Equipe do Ano da Ligue 1: 2008–09
- Melhor Meia da Ligue 1: 2008–09
- Troféu UNFP: 2008–09